# فرانكو مازوريك
فرانكو مازوريك (بالإسبانية: Franco Mazurek) (24 سبتمبر 1993 في الأرجنتين - ) هو لاعب كرة قدم أرجنتيني في مركز الوسط. لعب مع نادي أتليتيكو كولون وCrucero del Norte ‏ ونادي أولميدو ونادي أتليتكو للبنين ‏.

## روابط خارجية
- فرانكو مازوريك على موقع قاعدة بيانات كرة القدم.إي يو (الإنجليزية)
- فرانكو مازوريك على موقع Soccerway.com (الإنجليزية)
- فرانكو مازوريك على موقع AS.com (الإسبانية)